# Inocybe subhirsuta
Inocybe subhirsuta är en svampart som tillhör divisionen basidiesvampar, och som beskrevs av Robert Kühner. Inocybe subhirsuta ingår i släktet Inocybe, och familjen Crepidotaceae. Arten är reproducerande i Sverige.